# America's Next Top Model
America's Next Top Model är en amerikansk realityserie med modellen Tyra Banks som programledare. Serien hade premiär 20 maj 2003 och visades i 22 säsonger innan den las ner 2015.
I serien strävar en grupp tjejer efter att bli modeller. En jury skickar hem tjejerna en efter en tills bara vinnaren återstår. Segraren erhåller ett modellkontrakt med sminkföretaget CoverGirl, ett reportage i antingen ELLE eller seventeen magazine, samt ett kontrakt med skiftande modellagenturer; 
- Säsong 1: Wilhelmina models
- Säsong 2: IMG models
- Säsong 3-6: Ford models
- Säsong 7-12: Elite model management
- Säsong 13-14: Wilhelmina models

Men på senare säsonger så brukar vinnarna få uppslag i Vogue, Vogue Italia och i Beauty In Vogue.
Serien har även gjorts i en samnordisk produktion för TV3-kanalerna, i Sverige känd som Top Model Sverige.

## Tävlande efter säsong
| Säsong | Premiär           |                   | Vinnare                | Andrapristagare |    | Andra tävlande i den ordning de eliminerades | Antal tävlande |  | Destination(er)                |
| 1      | 20 maj 2003       | Adrianne Curry    | Shannon Stewart        | Tessa Carlson, Katie Cleary, Nicole Panattoni, Ebony Haith, Giselle Samson, Kesse Wallace, Robin Manning, Elyse Sewell                                                                                 | 10 | Paris |                |  |                                |
| 2      | 13 januari 2004   | Yoanna House      | Mercedes Scelba-Shorte | Anna Bradfield, Bethany Harrison, Heather Blumberg, Jenascia Chakos, Xiomara Frans, Catie Anderson, Sara Racey-Tabrizi, Camille McDonald, April Wilkner, Shandi Sullivan                               | 12 | Milano |                |  |                                |
| 3      | 22 september 2004 | Eva Pigford       | Yaya DaCosta           | Magdalena Rivas, Leah Darrow, Julie Titus, Kristi Grommet, Jennipher Frost, Kelle Jacob, Cassie Grisham, Toccara Jones, Nicole Borud, Norelle Van Herk, Ann Markley, Amanda Swafford                   | 14 | Tokyo |                |  |                                |
| 4      | 2 mars 2005       | Naima Mora        | Kahlen Rondot          | Brita Petersons, Sarah Dankleman, Brandy Rusher, Noelle Staggers, Lluvy Gomez, Rebecca Epley, Tiffany Richardson, Tatiana Dante, Michelle Deighton,Christina Murphay , Brittany Brower, Keenyah Hill   | 14 | Kapstaden |                |  |                                |
| 5      | 21 september 2005 | Nicole Linkletter | Nik Pace               | Ashley Black, Ebony Taylor, Cassandra Whitehead, Sarah Rhoades, Diane Hernández, Coryn Woitel, Kyle Kavanagh, Lisa D'Amato, Kim Stolz, Jayla Rubinelli, Bre Scullark                                   | 13 | London |                |  |                                |
| 6      | 8 mars 2006       | Dani Evans        | Joanie Dodds           | Kathy Hoxit, Wendy Wiltz, Kari Schmidt, Gina Choe, Mollie Sue Steenis-Gondi, Leslie Mancia, Brooke Staricha, Nnenna Agba, Furonda Brasfield, Sara Albert, Jade Cole                                    | 13 | Bangkok |                |  |                                |
| 7      | 20 september 2006 | CariDee English   | Melrose Bickerstaff    | Christian Evans, Megan Morris, Monique Calhoun, Megg Morales, AJ Stewart, Brooke Miller, Anchal Joseph, Jaeda Young, Michelle Babin, Amanda Babin, Eugena Washington                                   | 13 | Barcelona |                |  |                                |
| 8      | 28 februari 2007  | Jaslene González  | Natasha Gal            | Kathleen DuJour, Samantha Francis, Cassandra Watson, Felicia Provost, Diana Zalewski, Sarah VonderHaar, Whitney Cunningham, Jael Strauss, Brittany Hatch, Dionne Walters, Renee Alway                  | 13 | Sydney |                |  |                                |
| 9      | 19 september 2007 | Saleisha Stowers  | Chantal Jones          | Mila Bouzinova, Kimberly Leemans, Victoria Marshman, Janet Mills, Ebony Morgan, Sarah Hartshorne, Ambreal Williams, Lisa Jackson, Heather Kuzmich, Bianca Golden, Jenah Doucette                       | 13 | Shanghai & Beijing |                |  |                                |
| 10     | 20 februari 2008  | Whitney Thompson  | Anya Kop               | Kimberly Rydzewski, Atalya Slater, Allison Kuehn, Amis Jenkins, Marvita Washington, Aimee Wright, Claire Unabia, Stacy Ann Fequiere, Lauren Utter, Katarzyna Dolinska, Dominique Reighard, Fatima Siad | 14 | Rom |                |  |                                |
| 11     | 3 september 2008  | McKey Sullivan    | Samantha Potter        | ShaRaun Brown, Nikeysha Clarke, Brittany Rubalcaba, Hannah White, Isis King, Clark Gilmer, Lauren Brie Harding, Joslyn Pennywell, Sheena Satana, Elina Ivanova, Marjorie Conrad, Analeigh Tipton       | 14 | Amsterdam |                |  |                                |
| 12     | 4 mars 2009       | Teyona Anderson   | Allison Harvard        | Isabella Falk, Jessica Santiago, Nijah Harris, Kortnie Coles, Sandra Nyanchoka, Tahlia Brookins, London Levi-Nance, Natalie Pack, Fo Porter, Celia Ammerman, Aminat Ayinde                             | 13 | São Paulo |                |  |                                |
| 13     | 9 september 2009  | Nicole Fox        | Laura Kirkpatrick      | Lisa Ramos, Rachel Echelberger, Courtney Davies, Lulu Braithwaite, Bianca Richardson, Ashley Howard, Kara Vincent, Rae Weisz, Brittany Markert, Sundai Love, Jennifer An, Erin Wagner                  | 14 | Maui |                |  |                                |
| 14     | 10 mars 2010      | Krista White      | Raina Hein             | Gabrielle, Naduah, Ren, Simone, Tatiana, Brenda, Anslee, Alasia, Jessica, Alexandra, Angelea Preston                                                                                                   | 13 | Auckland |                |  |                                |
| 15     | 8 september 2010  |                   | Ann Ward               | Chelsey Hersley |    | Anamaria Mirdita, Terra White, Sara Blackamore, Rhianna Atwood, Lexie Tomchek, Kacey Leggett, Kendal Brown, Esther Petrack, Liz Williams, Chris White, Kayla Ferrel and Jane Randall                                           | 14             |  | Venedig, Milano, Como & Verona |
| 16     | 23 februari 2011  |                   | Brittani Kline         | Molly O'Connell |    | Angelia Alvarez, Ondrei Edwards (slutade), Nicole Lucas, Dominique Waldrup, Sara Longoria, Dalya Morrow, Monique Weingart, Mikaela Schipani, Jaclyn Poole, Kasia Pilewicz, Alexandria Everett, Hannah Jones                    | 14             |  | Marrakech                      |
| 17     | 14 september 2011 |                   | Lisa D'Amato           | Allison Harvard |    | Brittany Brower, Sheena Sakai, Isis King, Camille McDonald, Bre Scullark, Bianca Golden and Kayla Ferrel, Alexandria Everett, Shannon Stewart, Dominique Reighard, Laura Kirkpatrick, Angelea Preston (diskvalificerades)      | 14             |  | Kreta & Santorini              |
| 18     | 29 februari 2012  |                   | Sophie Sumner          | Laura LaFrate |    | Jasmia Robinson, Mariah Watchman, Louise Watts, Candace Smith, Ashley Brown, AzMarie Livingston, Kyle Gober, Seymone Cohen-Fobish, Catherine Thomas, Eboni Davis, Alisha White, Annaliese Dayes                                | 14             |  | Toronto Macau Hongkong         |
| 19     | 24 augusti 2012   |                   | Laura James            | Kiara Belen |    | Jessie Rabideau, Maria Tucker, Darian Ellis, Destiny Strudwick, Yvonne Powless, Allyssa Vuelma, Brittany Brown, Victoria Henley, Kristin Kagay, Nastasia Scott, Leila Goldkuhl                                                 | 13             |  | Ocho Rios & Montego Bay        |
| 20     | 2 augusti 2013    |                   | Jourdan Miller         | Marvin Cortes |    | Bianca Alexa, Chris Schellenger, Chlea Ramirez, Mike Scocozza, Bianca "Kanani" Andaluz, Jiana Davis, Phil Sullivan, Alexandra Agro, Don Benjamin, Nina Burns, Jeremy Rohmer, Reene Bhagwandeen, Chris Hernandez, Cory Hindorff | 16             |  | Bali                           |